# 地震偏移
地震偏移（seismic migration）是一種地震数据处理，能把地震记录上的数据回歸到其原来在地下的真实空间位置。偏移能消除繞射，和把傾斜反射面歸位。尤其在地質複雜地區，偏移能對斷層，褶皺等構造的成像，增高精密度。在地震数据处理时对常规水平叠加之前的地震数据进行偏移处理，称“地震叠前偏移”，反之称“地震叠后偏移”
.